# Patricia Hamplová
Patricia Hamplová (nepřechýleně Hampl, * 12. března 1946, St. Paul, Minnesota) je americká spisovatelka, autorka memoárů a vysokoškolská pedagožka. Od roku 2005 působí jako vyučující v programu Univerzity Karlovy.

## Život
Patricia Hamplová se narodila ve městě St. Paul v Minnesotě. Bakalářský titul získala roku 1968 na University of Minnesota, magisterský (Master of Fine Arts) o dva roky později na University of Iowa. Pracovala nejprve jako redaktorka časopisu Minnesota Monthly (1973–1975), v letech 1975–1979 pak jako autorka a redaktorka na volné noze. Od roku 1979 působila na minnesotské univerzitě jako hostující profesorka a později profesorka angličtiny. Vedle kurzů literatury vyučuje také tvůrčí psaní a literární tvorbu. Byla první autorkou, která na University of Minnesota získala definitivu pro obor tvůrčího psaní.
Hamplová vyučovala i na jiných univerzitách (Ball State University, Beloit College a West Virginia University) a v letech 1995 a 1996 také v kurzech pro spisovatele na Bread Loaf Writers' Conference. Na programech výuky psaní spolupracovala také s Columbia University School of the Arts a s Kingston University v Londýně.
Od roku 2005 působí jako stálá vyučující Prague Summer Writing Program, třítýdenní letní školy pro spisovatele, kterou pořádá Univerzita Karlova spolu s Western Michigan University. Této činnosti se rozhodla věnovat i poté, co roku 2018 opustila stálé místo na minnesotské univerzitě.

## Tvorba a ocenění
Hamplová vynikla především jako autorka memoárové literatury. Již její první prozaická kniha (předcházely jí dvě sbírky básní), A Romantic Education (1981), jí získala uznání jako představitelce nového pojetí žánru memoáru. V knize se věnuje údělu imigrantů a svému českému původu: jako příslušnice třetí generace v rodině přistěhovalců do Ameriky se roku 1974 vydala do Prahy a popisuje své dojmy z tehdejšího Československa i své seznamování s českou historií a kulturou. Roku 1981 byla také přijata za členku Houghton Mifflin Literary Fellowship.
Jiná její vzpomínková kniha, Virgin Time: In Search of the Contemplative Life (1992), byla věnována její římskokatolické výchově. Její povídka „The Bill Collector's Vacation“ získala v roce 1999 literární cenu Pushcart Prize, udělovanou nakladatelstvím Pushcart Press.
Ocenění kritiky a literární cenu (Minnesota Book Award for Memoir & Creative Nonfiction) si vysloužila i za memoár The Florist’s Daughter (Dcera květinářky) z roku 2007, věnovaný smrti její matky. Je také autorkou několika antologií poezie.

## Vybrané publikace
- Woman Before an Aquarium (1978)
- A Romantic Education (1981)
- Resort and Other Poems (1983)
- Spillville (se Stevenem Sormanem) (1987)
- Virgin Time: In Search of the Contemplative Life (1992)
- Burning Bright, antologie posvátné poezie (judaismus, křesťanství, islám) (1995) – editorka
- Memory and Imagination (1999)
- I Could Tell You Stories: Sojourns in the Land of Memory (1999)
- The St. Paul Stories of F. Scott Fitzgerald (2004) – spolueditorka a autorka úvodu
- Blue Arabesque: A Search for the Sublime (2006)
- The Florist's Daughter: A Memoir (2007)
- The Art of the Wasted Day (2018)
- It's Come to This (2023)